# جوني دي فريس
جوني دي فريس (بالهولندية: Johnny de Vries)‏ (20 فبراير 1990 أبلسخا هولندا - ) هو لاعب كرة قدم هولندي، يلعب كلاعب وسط.

## مسيرته

### مسيرته مع الأندية
- 2012 - 2014 لعب مع نادي كامبور 3 مباريات سجل خلالها هدف.